# 神奈川フューチャードリームス
神奈川フューチャードリームス（かながわフューチャードリームス、英語: Kanagawa Future Dreams）は、神奈川県を拠点に独立リーグのベースボール・チャレンジ・リーグ（ルートインBCリーグ）に所属するプロ野球球団である。

## 概要
2019年にリーグへの加盟が認められ、2020年のシーズンよりリーグ戦に参加した。リーグでは12番目の球団となる。同年シーズンはリーグの東地区(FUTURE-East)に所属する予定だったが、新型コロナウイルス感染拡大に伴う実施要項変更により、同年シーズンは東地区のグループB所属となった。2021年も東地区に所属した。リーグが8球団体制となった2022年と2023年は南地区（South Division、2021年の東地区に相当）に所属した。地区制を取らなかった2024年を挟み、2地区制が復活した2025年は西地区に所属する。
チーム名は「神奈川県民とともに成長を続け、子どもたちや選手ならびに関わる全ての人たちと共に未来の夢を育む球団」というビジョンに由来する。
チームカラーは藤色。
参加初年度となる2020年にリーグ優勝を達成し、これはリーグ史上初となる。一方、（離脱した球団も含め）リーグで唯一育成選手も含めたNPBドラフト指名歴のない球団ともなっている。

### 開催球場
2023年までの球場別公式戦開催試合数は以下の通りである（ポストシーズンゲームは含まない）。
- ()はこの項で使用する略称、[]は命名権に伴う通称名。
- 太字はその年度の最多開催球場。
- -は試合開催がシーズン当初の日程から予定がなく、試合も開催されなかった際に用いる。
- 5試合以上開催したシーズンがある球場は、背景を黄色としている。
- 出典はBCリーグ公式サイト過去の記録[11]と公式戦日程[12]。

| 球場名                                                                    | 2020年 | 2021年 | 2022年 | 2023年 | 2024年 | 5年間合計 |
| ------------------------------------------------------------------------- | ------ | ------ | ------ | ------ | ------ | --------- |
| 平塚球場(平塚) [バッティングパレス相石スタジアムひらつか]                 | 7      | 11     | 11     | 8      | 6      | 43        |
| 中井中央公園野球場(中井) [星槎中井スタジアム]                             | 5      | 9      | 9      | 6      | 2      | 32        |
| 相模原市立相模原球場(相模原) [サーティーフォー相模原球場]                 | 7      | 0      | 2      | 5      | 8      | 22        |
| 南足柄球場(南足柄)                                                        | 1      | 1      | 2      | 7      | -      | 11        |
| 横須賀スタジアム(横須賀)                                                  | 0      | 2      | 4      | 4      | 4      | 14        |
| 上府中公園小田原球場(小田原)                                              | 2      | 3      | 3      | 3      | 3      | 14        |
| 神奈川県立保土ヶ谷公園硬式野球場(保土ケ谷) [サーティーフォー保土ケ谷球場] | 2      | -      | 2      | 1      | 3      | 8         |
| 俣野公園野球場(俣野) [俣野公園・横浜薬大スタジアム]                       | 2      | 1      | 1      | 1      | 5      | 10        |
| 海老名運動公園野球場(海老名)                                              | 3      | -      | -      | -      | -      | 3         |
| 大和スタジアム(大和)                                                      | 1      | -      | -      | -      | -      | 1         |

2020年3月に発表された日程では以下の11球場での開催が予定されていた。
- 横浜スタジアム（開幕戦のみ）
- 神奈川県立保土ケ谷公園硬式野球場
- 俣野公園野球場
- 相模原市立相模原球場
- 大和スタジアム
- 平塚球場
- 上府中公園小田原球場
- 中井町中央公園野球場
- 南足柄市運動公園野球場
- 海老名運動公園野球場
- 横須賀スタジアム

当初予定では最多開催は相模原球場の6試合であったが、リーグは新型コロナウイルスの感染拡大に伴って開幕を6月20日に変更し、6月19日に発表された7月15日までの日程では、平塚・中井・南足柄の3球場のみでの試合開催に予定が変更されていた。
最終的に2020年の公式戦は3月に発表されていた球場のうち、横浜スタジアムと横須賀を除く各球場（横須賀については予定の1試合が中止となり他球場に振替）で開催され、最多開催は平塚と相模原の各7試合であった。
2021年は前年の開催球場のうち、海老名・大和・保土ケ谷は当初から予定がなく、前年開催が中止された横須賀で初めて開催された一方、予定されていた球場のうち相模原は日程変更により実際には開催されなかった。最多開催は前年に続いて平塚の11試合だった。
2022年は、前年設定のなかった保土ケ谷での開催が復活した。一方、大和は2022年シーズンの公式戦開催球場一覧にありながら前年に続いて当初より予定が無く、海老名は2022年シーズンから公式戦開催球場一覧より削除された。最多開催は前年同様、平塚の11試合であった。
2023年は、最多開催は平塚は8試合、次いで南足柄の7試合だった。
2024年は、最多開催は相模原の8試合、次いで平塚の6試合だった。南足柄はスコアボード改修工事を実施中で、当初より開催予定がなかった。
ポストシーズンゲームは、2020年のリーグチャンピオンシップの準決勝を海老名、決勝を平塚でそれぞれ開催した。2024年のリーグプレーオフは、ファーストラウンドを横須賀、ファイナルラウンド（2試合）を小田原で、それぞれ開催した。

## 歴史

### 2019年まで
- 2018年11月28日 - 「神奈川県民球団」の準加盟承認と設立準備室の開設がリーグより発表される[33]。
- 2019年2月1日 - 球団運営会社「株式会社神奈川県民球団」が設立される[34]。経営母体は、中古釣り具販売チェーン店のタックルベリーなどを傘下に持つ、株式会社FDIである[35]。
- 2019年6月27日 - リーグ理事会で2020年シーズンからの本加盟が決定するとともに、球団名が「神奈川フューチャードリームス」となることが発表される[1]。
- 2019年10月22日 - 新球団発足に伴う分配ドラフトが実施され、地元枠として6人、分配ドラフトで3人が指名された（そのほか、ドラフト外での移籍者4人も決定）[36][注 5]。
- 2019年10月31日 - チームスタッフとして、ゼネラルマネージャー(GM)に元横浜ベイスターズ監督の山下大輔、監督に元横浜DeNAベイスターズで同職員の鈴木尚典、アドバイザーに元横浜DeNAベイスターズの荒波翔が派遣され、それぞれ就任することが発表された[37]。また、練習場として横浜市戸塚区にある藤沢翔陵高等学校総合グラウンドを使用することも併せて発表された[37]。
- 2019年11月15日 - リーグのドラフト会議指名者およびトライアウト特別合格者が発表され、指名者は4名（うち2名は新球団優先枠、1名は地元枠）[38]、特別合格者は3名（いずれも神奈川県出身で、2019年は徳島インディゴソックスに所属）だった[39]。
- 2019年11月20日 - 福井ミラクルエレファンツから3名の選手の移籍が発表された[40]。
- 2019年11月27日 - チームの初代キャプテンに群馬ダイヤモンドペガサスから移籍した青木颯が就任すると発表された[41]。

### 2020年
- 3月15日 - 新体制発表会を藤沢市内で開催[9]。当初はラゾーナ川崎プラザで実施する予定だった[42]が、新型コロナウイルス感染拡大の影響で報道陣対象の発表会に切り替えられた[9]。これに伴い、予定されていたマスコットキャラクターやチアリーディングメンバーの発表[42]もおこなわれなかった[43]。
- 4月28日 - マスコットキャラクターの名称・デザインを発表[44]。
- 6月18日 - 横浜DeNAベイスターズが、育成選手の宮城滝太、レミー・コルデロ、ジョフレック・ディアス（いずれも投手）およびフランディー・デラロサ内野手を、シーズン終了まで派遣させることを発表[45]。
- 6月21日 - 初の公式戦を茨城アストロプラネッツと行い（土浦市営球場）、6対2で勝利した[46]。
- 7月30日 - 派遣選手の宮城滝太がDeNAに復帰[47]。
- 8月10日 - 相模原球場において初の有観客主催公式戦を実施[48]。この年、リーグの球団の中では最も遅い有観客試合実施となった。有観客試合開始前には、球場で選手やスタッフへの接触を試みるファンがいたとして警告文を出したこともある[49]。
- 8月28日 - アドバイザー兼コーチの荒波翔が新型コロナウイルスに感染し、監督の鈴木尚典とチームスタッフ1名が濃厚接触者と判断された[50]。このため、同日保土ケ谷球場で実施予定だった栃木ゴールデンブレーブス戦は中止となり[51]、同日以降のチーム活動を停止。
- 9月3日 - チーム活動を再開。鈴木らは陰性だったものの8日までは自宅待機の措置が取られ、ヘッドコーチの林裕幸が監督代行を務めた[52]。
- 9月16日 - 派遣選手のコルデロがDeNAに復帰、宮城滝太がチームに再度派遣された[53]。
- 9月29日 - 東地区グループBからの地区チャンピオンシップ出場が決定[54]。
- 10月18日 - 地区チャンピオンシップで栃木に15-3で大勝し[55]、東地区優勝[56]。
- 10月27日 - リーグチャンピオンシップ決勝戦において信濃グランセローズと対戦、乾真大が2安打完封勝ちを収めて1-0で勝利し、参入初年でリーグ初優勝を達成した[10]。レギュラーシーズンは打率リーグ2位で1試合平均得点5.4を記録し、「ネオマシンガン打線」とも呼ばれたと報じられている[57]。
- 11月23日 - 2代目キャプテンに、カレオン・ジョニル・マラリが就任すると発表された[58]。
- 11月26日 - GM、山下大輔の退任が発表された[59]。

### 2021年
- 5月14日 - 横浜DeNAベイスターズから育成選手のジョフレック・ディアス、スターリン・コルデロ(いずれも投手)、フランディー・デラロサ内野手の3選手がシーズン終了まで派遣されることが発表された[60]。
- 6月2日 - チーム関係者1名が新型コロナウイルス感染症の陽性判定となった[61]。これを受けて球団が独自に濃厚接触者と思われる関係者3名にPCR検査を実施したところ2名から陽性反応があり、その結果が判明した6月4日に、6月5日と6日に予定されていた対群馬戦（ビジター）を中止にすると発表した[62]。
- 6月5日 - 前日までにPCR検査を行った4名を除いたチーム関係者29名にPCR検査を実施したところ8名から陽性反応が出たため、6月16日までチーム活動を自粛。同月19日までに実施予定だった公式戦7試合（ホーム4試合・ビジター3試合）と横浜DeNAベイスターズ2軍との交流戦1試合が中止となった[63][64]。
- 6月26日 - 横浜DeNAベイスターズから育成選手のレミー・コルデロがシーズン終了まで派遣されることが発表された[65]。
- 8月20日 - チーム関係者1名に新型コロナウイルス感染症のPCR検査陽性反応が確認されたため、8月23日まで活動を休止、23日までに予定されていた4試合を中止（うち2試合は引き分け扱い、残りは振替実施）と発表[66]。
- 8月25日 - 内野手の青木颯が鴻巣フラワースタジアムにて行われた埼玉武蔵ヒートベアーズ戦でBCリーグ通算300安打を達成(BCリーグ史上28人目)[67]。
- 9月15日 - 公式戦日程を終了[21]。26勝25敗7分の成績で東地区3位に終わり[68]、プレーオフシリーズへの進出はならなかった。監督の鈴木は、2度目の新型コロナウイルス感染者による活動停止が響いたと監督退任後に述べている[69]。
- 10月27日 - 監督の鈴木の退任が発表された[70]。
- 10月29日 - 3代目キャプテンに東良暁が就任すると発表された[71]。
- 11月7日 - 来季の監督として、前横浜DeNAベイスターズコーチの川村丈夫がDeNAからの派遣という形で就任することが発表された[72]。

### 2022年
- 4月11日 - 横浜DeNAベイスターズから育成選手の加藤大、ハンセル・マルセリーノ、スターリン・コルデロ(いずれも投手)、勝又温史（外野手）の4選手がシーズン終了まで派遣されることが発表された[73]。
- 9月7日 - 公式戦日程を終了（予定されていた最終戦が雨天中止となり、振替試合を実施しないため、9月4日の栃木ゴールデンブレーブス戦(ひらつか)が最終戦となった）[74]。22勝35敗5分の成績で南地区4位（最下位）に終わる[75]。
- 10月26日 - 監督の川村の来季続投が発表された[76]。
- 10月29日 - 4代目キャプテンに柿崎颯馬が就任すると発表された[77]。
- 12月5日 - 捕手の池田瞳夢が選手兼任コーチに就任することが発表された[78]。

### 2023年
- 1月1日 - ユニフォームデザインを変更することが発表された[79]。
- 1月5日 - 過去に在籍経験のある高木勇人がコーチ兼任で復帰することが発表された[80]。
- 2月26日 - ラゾーナ川崎プラザにて新ユニフォーム発表会が開催された[81]。デザインはチームカラーである藤色をメインに、黄色の縦縞模様が施されている[82]。
- 5月6日 - 横浜DeNAベイスターズから育成選手のハンセル・マルセリーノがシーズン終了まで派遣されることが発表された[83]。
- 6月15日 - 横浜DeNAベイスターズから育成選手の加藤大、スターリン・コルデロがシーズン終了まで派遣されることが発表された[84]。
- 6月23日 - 神奈川県野球交流戦2023に初参加することが発表された[85]。
- 7月27日 - カレオン・ジョニル・マラリ外野手が保土ケ谷球場にて行われた栃木ゴールデンブレーブス戦でBCリーグ通算300安打を達成(BCリーグ史上31人目)[86]。
- 7月29日 - 中井町中央公園野球場にて行われた埼玉武蔵ヒートベアーズ戦に5-4で勝利し[87]、球団通算100勝を達成[88]。
- 8月9日 - 神奈川県野球交流戦2023に初参加、神奈川大学野球連盟選抜チームと対戦し、2-2の引き分けに終わった[89]。
- 9月3日 - 公式戦日程を終了、25勝35敗4分の成績で南地区3位に終わる[90][91]。
- 10月27日 - 監督の川村の来季続投が発表された[92]。
- 11月22日 - 球団創設当初からヘッドコーチを務めた林の退任が発表された[93]。
- 12月25日 - ヘッドコーチに大阪近鉄バファローズで活躍し、四国ILの徳島インディゴソックスと愛媛マンダリンパイレーツでコーチ経験のある武藤孝司の就任が発表された[94]。

### 2024年
- 1月10日 - 選手の柿崎颯馬が兼任の野手コーチに就任することが発表された[95]。
- 1月11日 - 5代目キャプテンに桂川弘貴が就任することが発表された[96]。
- 4月2日 - 横浜DeNAベイスターズから育成選手の今野瑠斗、アレクサンダー・マルティネス、蓮、粟飯原龍之介の4名がシーズン終了まで派遣されることが発表された[97]。
- 8月31日 - 平塚球場での対埼玉戦に勝利して、4年ぶり2回目のリーグ優勝を達成した[98][99]。
- 9月7日 - リーグ戦4位の茨城と対戦したリーグプレーオフ（グランドチャンピオンシップ出場チームの選抜戦）ファーストラウンドAブロックを2勝0敗（うち1勝はリーグ優勝によるアドバンテージ）で制して、ファイナルラウンド出場が決定[100]。
- 9月15日 - リーグプレーオフファイナルラウンドで信濃（リーグ戦2位）に0勝2敗で敗退[101]。グランドチャンピオンシップの開催が中止になった2020年に続いて、リーグ優勝しながら出場できない結果となった。
- 10月3日 - 監督の川村が今シーズンをもって退任することを発表[102]。
- 10月18日 - ヘッドコーチの武藤孝司が来シーズンの監督に就任すると発表[103]。

## 成績

### シーズン
| 年度 | 期 | 監督     | 順位 | 試合 | 勝利 | 敗戦 | 引分 | 勝率 | ゲーム差 | 打率      | 防御率    | 本塁打  |
| ---- | -- | -------- | ---- | ---- | ---- | ---- | ---- | ---- | -------- | --------- | --------- | ------- |
| 2020 | 全 | 鈴木尚典 | 1    | 59   | 34   | 17   | 8    | .667 | ※10.0    | .298(2位) | 3.68(4位) | 31(5位) |
| 2021 | 全 | 鈴木尚典 | 3    | 58   | 26   | 25   | 7    | .510 | 5.0      | .293(4位) | 4.63(9位) | 40(5位) |
| 2022 | 全 | 川村丈夫 | 4    | 62   | 22   | 35   | 5    | .386 | 14.5     | .260(7位) | 4.69(7位) | 21(5位) |
| 2023 | 全 | 川村丈夫 | 3    | 64   | 25   | 35   | 4    | .417 | 7.0      | .255(8位) | 4.73(7位) | 36(3位) |
| 2024 | 全 | 川村丈夫 | 1    | 56   | 34   | 19   | 3    | .642 | ※0.5     | .281(3位) | 4.12(3位) | 32(4位) |

- 順位は2020年は東地区グループB、2021年は東地区、2022年と2023年は南地区での順位。打率・防御率・本塁打はリーグ総合での順位。
- 金地はリーグ優勝。
- 優勝したシーズンのゲーム差は※を付けて2位チームとのゲーム差を表記。
- 2020年は、埼玉主催の1試合が雨天中止後振替を実施しなかったため[104]、当初予定より1試合少ない形でシーズンを終了した。
- 2021年も地区交流戦の途中での中止および日程打ち切りにより、12試合を未消化でシーズンを終了した。またそのほかにも4試合がリーグ規定により試合開催なく引分扱いとなった[105][106][107]。
- 2022年も、9月7日をもって振替を実施しないこととなったため、5試合が未消化で終了した。
- 2023年は、振替を実施しないNPBファーム交流戦2試合が中止となり、そのまま未消化となった。

### 地区チャンピオンシップ
- 2020年 - 地区優勝（栃木に勝利）

### リーグチャンピオンシップ
- 2020年 - リーグ優勝（準決勝で富山、決勝で信濃に勝利）

### リーグプレーオフ
- 2024年 - ファイナルラウンド敗退（ファーストラウンドは茨城に勝利、ファイナルラウンドは信濃に敗退）

## 選手・スタッフ
指導者・選手については

## マスコットキャラクター
男女1人ずつの子どもで、男児が「未来くん」女児が「夢子ちゃん」という名前である。ともに背番号は「20」で誕生日は「8月9日」という設定。デザインは応募のあった約120点の中から、横浜市在住のイラストレーターのものが選定された。前記の通り、当初は2020年3月15日に発表される予定だったが、イベントの縮小により見送られ、4月28日に発表された。

## 応援団
球団公認の私設応援団「神奈川夢現会」が存在していたが、2023シーズン終了をもって解散した。
「翔け夢へ　Dreams」と書かれた横断幕を使用しており、団員は紫の法被に白字で「神奈川夢現会」と書かれたものを着用している。
2023シーズンより新・ご当地ヒットテーマと題し、従来使用されていた光あらたに(神奈川県民歌)に加え以下の5球場で球場の所在地にちなんだヒットテーマを偶数回限定で使用している。
- 上府中公園小田原球場(原曲：新小田原市民歌)
- 南足柄市運動公園野球場(原曲：童謡唱歌・きんたろう)
- 中井中央公園野球場(星槎中井スタジアム)(原曲：里都まちのうた)
- バッティングパレス相石スタジアムひらつか(原曲：ひらつか市歌)
- 横須賀スタジアム(原曲：横須賀市歌)